# Zelena ljevica Hrvatske
Zelena ljevica Hrvatske (ZeL) nekadašnja je hrvatska politička stranka, osnovana 2001. godine. Stranka se zalagala za uspostavu ekološkog socijalizma. Nije sudjelovala na izborima za hrvatski Sabor u studenome 2003. Sudjelovala je na lokalnim izborima u svibnju 2005. u koaliciji u Zagrebu i još nekim općinama i gradovima u Hrvatskoj, ali nigdje nije osvojila mandat.
Godine 2006. stranka je brisana iz registra poličkih stranaka u Republici Hrvatskoj. Neki od njenih članova su u ožujku 2007. pristupili u novoosnovanu stranku Ljevica Hrvatske.